# Levelek Ivo Dzsimáról
A Levelek Ivo Dzsimáról (angolul: Letters from Iwo Jima; japánul: 硫黄島からの手紙) 2006-os Oscar- és Golden Globe-díjas háborús filmdráma Clint Eastwood rendezésében, az Ivo Dzsima-i csatáról a japán katonák szemszögéből. A film A dicsőség zászlajával egyidőben készült, amely az amerikai nézőpontból mutatja be a II. világháború ugyanezen momentumát. Az amerikai produkciós cégek finanszírozásában készült film szinte teljes egészében japán nyelvű.
Elsőként Japánban került bemutatásra 2006. december 9-én, az Egyesült Államokban korlátozott számú moziban tűzték műsorra december 20-ától annak érdekében, hogy nevezhessen a 79. Oscar-díjátadóra. 2007. január 19-étől volt látható országszerte.
4 Oscar-jelölést kapott, köztük a legjobb film és a legjobb rendezés kategóriákban; végül a legjobb hangvágásért járó szobrot vihették haza a készítők.
A film forrásanyagául Kuribajasi Tadamicsi tábornok (akit a filmben Vatanabe Ken alakít) regénye, a Picture Letters from Commander in Chief és Kakehasi Kumiko Szomorú hősi halál: Levelek Ivo Dzsimáról könyve szolgált, melyek az Ivo Dzsima-i csatát dolgozzák fel. Míg néhány szereplő, úgy mint Szaigó, kitalált, az ütközet összességében és több a hadviselők közül valóságos eseményeken, illetve személyeken nyugszanak.

## Szereplők
| Szereplő                      | Színész           |
| ----------------------------- | ----------------- |
| Kuribajasi Tadamicsi tábornok | Vatanabe Ken      |
| Szaigó                        | Ninomija Kazunari |
| Nisi Takeicsi                 | Ihara Cujosi      |
| Simizu                        | Kasze Rjó         |

## Díjak és jelentősebb jelölések
- Oscar-díj
  - díj: legjobb hangvágás
  - jelölés: legjobb film
  - jelölés: legjobb rendezés (Clint Eastwood)
  - jelölés: legjobb eredeti forgatókönyv (Iris Yamashita, Paul Haggis)
- Golden Globe-díj
  - díj: legjobb idegen nyelvű film
  - jelölés: legjobb rendező (Clint Eastwood)
- Broadcast Film Critics Association Awards
  - díj: legjobb idegen nyelvű film
- Chicago Film Critics Association Awards
  - díj: legjobb idegen nyelvű film
- Dallas-Fort Worth Film Critics Association Awards
  - díj: legjobb idegen nyelvű film
- Los Angeles Film Critics Association Awards
  - díj: legjobb film
- Motion Picture Sound Editors, USA
  - díj: legjobb hangeffektvágás
  - díj: legjobb hangvágás: dialógus
- National Board of Review, USA
  - díj: legjobb film
- San Diego Film Critics Society Awards
  - díj: legjobb film
  - díj: legjobb rendező (Clint Eastwood)